# 2023年ペンシルバニア州チョコレート工場爆発事故
2023年ペンシルバニア州チョコレート工場爆発事故（2023ねんペンシルバニアしゅうチョコレートこうじょうばくはつじこ）は2023年3月24日にアメリカ合衆国のペンシルベニア州ウェストレディングにあるチョコレート工場で発生した爆発事故。2023年3月25日現在、地元当局が爆発の原因などを調べている。

## 背景
事故が起きたのはR.M.パーマー社のチョコレート工場である。
R.M.パーマー社は、1948年にリチャード・M・パーマー・シニアによってペンシルバニア州シンキングスプリングに設立された。その後、1950年代にペンシルベニア州ウェストレディングに工場を建設し、現在に至っている。この会社は、ハロウィーン向けの菓子などを製造しており、850人の従業員がいる。

## 被害
爆発は午後5時頃に始まり、工場の少なくとも1つの建物を破壊し、ほかの建物にも損傷を与えたと報告された。また、3人が死亡し、8人が怪我で病院に送られ、うち1人は転院し、2人の容体は良く、他の人は退院したと報告された。また、1人が瓦礫から救出された。